# مول السعودية
مول السعودية هو مركز تسوق قيد الإنشاء يقع في مدينة الرياض.المشروع مملوك لمجموعة ماجد الفطيم وتبلغ استثمارات المشروع 16 مليار ريال، ومن المتوقع افتتاحه في نهاية 2025 وسيكون المركز التجاري الأكبر في منطقة الشرق الأوسط 
من المتوقع أن يضم المركز التجاري أكثر من 600 متجر للتسوق على مساحة إجمالية قابلة للتأجير تبلغ 300 ألف متر مربع، وسيحتضن أكبر منحدر للتزلج وحديقة ثلجية في منطقة الشرق الأوسط، بالإضافة إلى فنادق فاخرة وشقق فندقية تقدم نحو 2000 مفتاح فندقي على مساحة 214 ألف متر مربع من المساحة المشيَّدة.